# Online transaction processing
L'online transaction processing (OLTP), letteralmente l'elaborazione delle transazioni online, è un tipo di sistema di database utilizzato in applicazioni orientate alle transazioni, come molti sistemi operativi. "Online" si riferisce al fatto che tali sistemi devono rispondere alle richieste degli utenti ed elaborarle in tempo reale (elaborare transazioni).
Il termine è in contrasto con l'elaborazione analitica online (OLAP) che invece si concentra sull'analisi dei dati (ad esempio sistemi di pianificazione e gestione).
Per "transazione" si possono intendere due significati distinti ed entrambi applicabili:
- Transazioni di database, nel campo dei computer, indica una variazione dello stato della base di dati;
- Uno scambio di entità economiche, nel campo degli affari o della finanza,

OLTP può utilizzare transazioni del primo tipo per registrare transazioni del secondo.